# Scolobates fennicus
Scolobates fennicus là một loài tò vò trong họ Ichneumonidae.